# Pitești Retail Park
Pitești Retail Park (anterior Iris Shopping Center) este un centru comercial din Pitești, compus din hipermarketul Auchan (13.600 mp, deschis în noiembrie 2007), o galerie comercială de magazine și Brico Dépôt   (anterior Bricostore) (9.500 mp, deschis în decembrie 2007). Centrul are o suprafață total închiriabilă de 24.800 metri pătrați, excluzând Auchan, care este propietar.
Investiția a fost de 50 de milioane de euro, dezvoltat de grupul imobiliar Avrig 35. NEPI a cumpărat în 2010 centrul pentru 20,9 milioane euro. 